# Jaroslav Valenta
Jaroslav Valenta (ur. 24 października 1930, zm. 24 lutego 2004) – czeski historyk.
W latach 1970–1979 był pozbawiony pracy. Publikował w Polsce i poza cenzurą. Był czołowym badaczem stosunków polsko-czeskich.

## Wybrane publikacje
- Česko-polské vztahy v letech 1918-1920 a Těšínské Slezsko, Ostrava: Krajské nakladatelství 1961.
- (współautor: Čestmír Vašák), Hodina Ypsilon, Praha: Vydav. čas. min. nár. obrany 1967.
- František Vladislav Hek, Praha: Melantrich, 1976.
- František Martin Pelcl. Praha: Melantrich, 1981.
- (współautorzy: Vladislav Moulis, Jiří P. Vykoukal), Vznik, krize a rozpad sovětského bloku v Evropě 1944–1989, Ostrava: Amosium servis 1991.
- Magdalena Dobromila Rettigová, Rychnov nad Kněžnou aj.: Městský úřad, Státní okresní archiv 1995.

## Publikacje w języku polskim
- (współutor: Otakar Kána), Wywrotowa polityka mniejszości niemieckiej w Czechosłowacji w latach 1918-1939, tł. Ludwik Brożek, Andelin Wadowski, Katowice: Śląski Instytut Naukowy 1961.
- (współutor: Jerzy Tomaszewski), Polska wobec Czechosłowacji w 1933 roku, "Przegląd Historyczny" 70 (1979), z. 4, s. 695-721.
- Gibraltar 1943: Czy prezydent Benesz oskarżał Brytyjczyków?, "Więź" 26 (1983), nr 7, s. 127-140.
- Polska w oczach czeskich. Z czeskimi historykami rozmawia Lee Blackwood, "Kultura", 45 (1991), nr 7/8, s. 93-106.
- Kilka uwag o koncepcjach polityki zagranicznej Czechosłowacji i Polski w okresie międzywojennym 1918-1939 [w:] Stosunki polsko-czesko-słowackie w latach 1918-1945, pod red. Ewy Orlof, Rzeszów: Wyd. WSP w Rzeszowie 1992.
- Dlaczego piszemy dzisiaj "Zarys Dziejów Śląska Cieszyńskiego" [w:] Zarys dziejów Śląska Cieszyńskiego, Ostrawa-Praga: Advertis 1992.
- Europa małych państw [w:] Bałtowie - przeszłość i teraźniejszość. Materiały z sesji naukowej zorganizowanej przez Studium Europy Wschodniej Wyższej Szkoły Pedagogicznej w Krakowie 10-11 grudnia 1990 r, pod red. Andrzeja Kastorego i Andrzeja Essena, Kraków: Wyd. Nauk. WSP 1993.
- Polska i Polacy w oczach Czechów, "Dzieje Najnowsze" 27 (1995) nr 2.
- Stosunki czechosłowacko-polskie po 1918 r, "Prace Komisji Środkowoeuropejskiej" 3 (1995), s. 63-73.
- Górny Śląsk w czeskiej myśli politycznej do 1918 roku [w:] Podział Śląska w 1922 roku. Okoliczności i następstwa, pod red. Andrzeja Brożka i Teresy Kulak, Wrocław: CBŚiB 1996, s. 51-62.
- Pielgrzymka do wolności [w:] Z dziejów Europy Środkowej w XX wieku. Studia ofiarowane Henrykowi Batowskiemu w 90. rocznicę urodzin, red. Michał Pułaski, Kraków: UJ 1997, s. 85-93.
- Czechosłowacko-polskie rokowania konfederacyjne czasu wojny - pomijane aspekty [w:] Między dwoma totalitaryzmami. Europa Środkowa i Południowo-Wschodnia w latach 1933-1956, red. Michał Pułaski, Kraków: UJ 1997, s. 37-44.
- Doświadczenia trzech generacji Polaków, Czechów i Słowaków 1918-1998, red. tomu Michał Pułaski i Jaroslav Valenta, Wrocław: Centrum Badań Śląskoznawczych i Bohemistycznych UW 1998.
- Dwudziestolecie międzywojenne jako model? [w:] Czechy i Polska na szlakach ich kulturalnego rozwoju, red. Jadwiga Grell, Kraków: MCK 1998, s. 147-154.
- Masaryk i sprawy polskie, "Dzieje Najnowsze" 32 (2000), nr 3, s. 61-77.
- Czeskie badania wokół postaci Oskara Schindlera [w:] Rozdział współnej historii. Studia z dziejów Żydów w Polsce ofiarowane profesorowi Jerzemu Tomaszewskiemu w siedemdziesiątą rocznicę urodzin, red. Jolanta Żyndul, Warszawa: Cyklady 2001, s. 385-394.
- Powstania - listopadowe i styczniowe we współczesnej myśli i w historiografii czeskiej [w:] Polskie powstania narodowe na tle przemian europejskich w XIX wieku, red. Anna Barańska, Witold Matwiejczyk, Jan Ziółek, Lublin: Tow. Nauk. KUL 2001, s. 529-542.
- Czeska polonistyka historyczna w latach 1990-2000, "Kwartalnik Historyczny" 109 (2002), nr 4, s. 71-98.